# Kyadigere, Tirthahalli
Kyadigere là một làng thuộc tehsil Tirthahalli, huyện Shimoga, bang Karnataka, Ấn Độ.